# Economia Islandei
Economia Islandei este una mixtă, cu un nivel ridicat al comerțului liber, dar în care își face simțită prezența și intervenția guvernului.

## Industrie
Principalele ramuri industriale sunt: pescuitul (locul 1 pe glob la cantitatea de pește pescuită/locuitor) și prelucrarea peștelui, industria metalurgică (pentru neferoase), industria energetică (bazată pe resurse naturale: hidrocentrale, centrale geotermice). Produce: nave, ciment, conserve, ulei de balenă, confecții, echipamente electrice, îngrășăminte și produse alimentare.
Aproape 20% din forța de muncă este ocupată în domeniul pescuitului sau al procesării peștelui. Pescadoarele folosesc plase foarte mari pentru a pescui peștele de pe fundul oceanului. Bărcile cu motor, mai mici, folosesc deseori undițe lungi pentru pescuit. Unele au firul lung de până la 16 km, având circa 20.000 de cârlige. Principalele specii de pește pescuite sunt codul și heringul.
Industria cea mai importantă a Islandei este cea procesatoare de pește. Mici fabrici de procesare se găsesc de-a lungul coastei, iar în Reykjavik și Siglufjörður există refrigeratoare mari. Majoritatea peștelui este uscat, sărat sau înghețat pentru a fi exportat. O parte din peștele proaspăt este pus la gheață și trimis în Marea Britanie și Germania.
Alte industrii produc: ciment, confecții, echipamente electrice, îngrășăminte și produse alimentare. Aproape o treime din lucrătorii industriali sunt femei. Guvernul islandez își dezvoltă industria cu ajutorul celorlalte țări. În 1968, o companie americană a construit o fabrică de diatomită (un mineral folosit în filtrele industriale). O fabrică de aluminiu construită de suedezi a intrat în producție la începutul anilor 1970.
Islanda are afaceri prospere și în domeniul editorial. Islanda are patru ziare: cel mai mare, Morgunbladid, a fost fondat în 1913.

## Agricultură
Ramuri principale: creșterea animalelor (pentru carne și lapte), legumicultura în sere, vânatul.
Aproximativ 15% din populație sunt fermieri. Islanda are cam 5.300 de ferme împrăștiate în regiunile de câmpie. Majoritatea fermierilor cresc oi (pentru lână, carne și piei) și vite (pentru produse din lapte). Cresc, de asemenea, mici cai islandezi. Principala recoltă este fânul, pe care fermierii îl folosesc pentru a hrăni animalele. Fermierii pot strânge două sau trei recolte de fân, datorită ploilor abundente și zilelor lungi din timpul verii. Fermierii mai cultivă și rădăcinoase, ca guliile și cartofii. Din 1930, fermierii și-au construit sere lângă izvoarele termale. Apele termale încălzesc serele și, astfel, fermierii pot cultiva roșii și alte legume, flori, viță de vie și chiar banane.

## Comerț
Exportă pește și produse din pește, carne, produse lactate, piei, lână, aluminiu.
Importă mașini, echipamente și utilaje industriale, combustibili, produse alimentare. Comerț exterior cu: Marea Britanie, Franța, Germania, SUA, Danemarca, Olanda, Japonia ș.a.
Islanda are foarte puține resurse naturale, și doar 1% din suprafața sa poate fi cultivată. Lipsa suprafețelor cultivate este, însă, compensată de bogăția în pește a apelor teritoriale. Islanda depinde foarte mare măsură de vânzările de pește și de produse din pește pentru a importa aparatură electrocasnică, fructe și legume, echipamente industriale și materii prime. Partenerii săi comerciali sunt: Danemarca, Germania, Marea Britanie, Norvegia, Suedia și Statele Unite ale Americii. Islanda a devenit membră EFTA (European Free Trade Association) în 1970.  